# Министерство просвещения Приднестровской Молдавской Республики
Министерство просвещения Приднестровской Молдавской Республики — является исполнительным органом государственной власти, осуществляющим государственную политику в сфере народного образования, науки, культуры, спорта, туризма и работы с молодёжью.

## История
12 марта 1991 года Верховным Советом Приднестровской Молдавской Советской Социалистической Республики было принято Постановление «О создании Республиканского управления науки, народного образования, культуры и религии». В одном органе государственного управления смогли объединить науку и религию, которые все 70 лет существования советского государства считались антиподами. Для работы этого органа фактически не было никаких условий, все приходилось начинать с нуля: набирать кадры, обеспечивать рабочими местами, устанавливать вертикальные и горизонтальные связи и т. д. С этой задачей Республиканское управление в целом справилось. Была проведена инвентаризация всех учебных заведений, установлены рабочие контакты, проведены различные встречи, совещания. Вводится стандартизация в образование, разграничиваются образовательные функции отдельных составляющих.
8 сентября 1992 года Правительство ПМР принимает решение о формировании на базе Республиканского управления — Министерства науки, народного образования, культуры и культов. В этот же день Указом Президента ПМР создается Государственный Комитет по делам молодёжи, спорта и туризма, который с 1990 до 1995 года при Государственной администрации г. Тирасполь выполнял функции республиканского органа исполнительной власти в названной области в составе города.
28 апреля 1995 года Постановлением Верховного Совета ПМР изменяется структура органа исполнительной власти и создается Министерство народного образования.
23 июня 1995 года от Министерства народного образования отделяется Республиканское управление культуры, которое должно было осуществлять государственную политику в области культуры и искусства.
5 февраля 1997 года в сферу руководства и развития со стороны Министерства народного образования попадает и наука, соответственно, этот орган стал называться Министерством народного образования и науки.
25 июля 2000 года произошло слияние органов и учреждений науки, образования, культуры, спорта и молодёжной политики в единый государственный исполнительный орган Министерство просвещения Приднестровской Молдавской Республики.
23 июля 2013 года была произведена реорганизация путём выделения из структуры ведомства и создания государственной службы по спорту Приднестровской Молдавской Республики
14 января 2014 года из структуры министерства была выведена и создана государственная служба по культуре Приднестровской Молдавской Республики.

## Структура
- Руководство Министерства просвещения
- Главное управление общего и дополнительного образования, воспитания и молодёжной политики
- Главное управление науки, инспектирования и профессионального образования
- Главное управление правового обеспечения, документационного обеспечения и статистики
- Управление планирования и бухгалтерского учёта и материально-техничесого обеспечения
- Вспомогательное структурное подразделение[4][5]

## Руководители

### Управление науки, народного образования, культуры и религии
Образовано 12 марта 1991 года
| № | ФИО                            | Звание | Дата назначения | Дата освобождения | Примечания                               |
| - | ------------------------------ | ------ | --------------- | ----------------- | ---------------------------------------- |
| 1 | Сафонов, Андрей Михайлович     |        | март 1991       | июнь 1992         | Постановление Верховного Совета ПМР № 27 |
| 2 | Ведерникова, Любовь Николаевна |        | июнь 1992       | август 1995       |                                          |

### Министерство просвещения
Создано в апреле 1995 года на базе Управление науки, народного образования, культуры и религии.
| № | ФИО                              | Учёная степень                   | Дата назначения | Дата освобождения | Примечания                                          |
| - | -------------------------------- | -------------------------------- | --------------- | ----------------- | --------------------------------------------------- |
| 1 | Гайдаржи, Георгий Харлампиевич   |                                  | август 1995     | июль 2000         | Указ Президента ПМР № 236 от 22 августа 1995 года   |
| 2 | Бомешко, Елена Васильевна        | Доцент, кандидат химических наук | июль 2000       | 16 января 2007    | Указ Президента ПМР № 229 от 25 июля 2000 года      |
| 3 | Пащенко, Мария Рафаиловна        | Кандидат педагогических наук     | 16 января 2007  | январь 2012       | Указ Президента ПМР № 188 от 28 февраля 2007 года   |
| 3 | Никифорова, Наталья Григорьевна  | Кандидат педагогических наук     | январь 2012     | март 2012         | Указ Президента ПМР № 19 от 17 января 2012 года     |
| 4 | Фадеева, Светлана Ивановна       |                                  | 29 марта 2012   | март 2015         | Указ Президента ПМР № 223 от 29 марта 2012 года     |
| 5 | Кахановская, Ирина Филипповна    |                                  | март 2015       | август 2015       | Указ Президента ПМР № 126 от 24 марта 2015 года     |
| 6 | Цивинская, Татьяна Владимировна  |                                  | август 2015     | 30 декабря 2016   | Указ Президента ПМР № 301 от 12 августа [[2015 года |
| 7 | Логинова, Татьяна Геннадьевна    |                                  | 30 декабря 2016 | 13 ноября 2019    | Указ Президента ПМР от 30 декабря 2016 года         |
| — | Николюк, Алла Николаевна (и. о.) |                                  | 18 ноября 2019  | 23 декабря 2019   |                                                     |
| 8 | Николюк, Алла Николаевна         |                                  | 23 декабря 2019 | 13 января 2022    | Указ Президента ПМР № 8 от 12 января 2022 года      |
| 9 | Иванишина, Светлана Николаевна   |                                  | 14 января 2022  | н.в.              | Указ Президента ПМР № 9 от 12 января 2022 года      |